# Школски систем Француске
Школски систем Француске обухвата образовање у институцијама као што су предшколске установе, основне школе, средње школе, виоке школе или универзитети на територији Републике Француске.

## Опште чињенице о француском систему
Француска, једна од чувених земаља Западне Европе, крије мноштво тајни у погледу историје, знаменитости, културе, чиме привлачи пажњу појединаца да нешто више сазнају о њој. Граничи се са Белгијом, Луксембургом, Немачком, Швајцарском, Италијом, Монаком, Шпанијом и Андором и има излаз на Атлантски океан и Средоземно море. Преко ових ван-европских територија, Француска се граничи и са Бразилом, Суринамом и Холандским Антилима. Ова величанствена земља крије многе тајне у домену историје, традиције, у свету је позната по чувеној Ајфеловој кули, француским сиревима, вину, моди.
Када говоримо о школству, школе као институције подлежу државној администрацији са јасно дефинисаном хијерархијом. Школе у Француском образовном систему су отворене према окружењу, сарађују са многим културним, образовним, спортским, здравственим институцијама. Особље у школама запошљавају јавне власти у складу са регулаторним оквиром система.
Многи чланци говоре о француским образовним мисијама између 1842. и 1914. године у којима се разматра организација основног, средњег и стручног образовања у тој земљи. Међутим, увођење модерних школских система у 20. веку карактеришу реформски пројекти који покрећу низ питања и заједничких изазова на европском нивоу. Током деветнаестог века, француско министарство образовања поверило је мноштво актера, углавном наставника и школских инспектора, низом путовања како би прикупили информације о школским системима осталих земаља. Циљ је био да се проуче нове педагошке методе, различити проблеми везани за јавно образовање, различита решења која су доведена до њега, као и да се размотри могућност задржавања онога што се примењује у националном школском систему.
Деца која треба да крену у предшколско или у школу а не владају довољно добро матерњим, тј. француским језиком у писменом и усменом смислу, имају право на специфично образовање у скоро свим школама. Уз класичну наставу у одређеној групи или разреду, деца која не говоре добро француски прате специфичне часове француског језика који су у складу са њиховим могућностима и напретком. То су часови тзв. CLIN (група почетника) или CRI (часови накнадног образовања) у основној школи, CLA (припремни разред) или настава Француског језика као страни језик у основној и средњој школи. Ове специфичне наставе постоје да би се деца лакше уклопила у друштво, са циљем да успешно заврше све нивое образовања. На овим часовима се најпре учи француски језик, али и знања неопходна за напредак у свим сферама школског система. Настава је усмерена и на децу која су се доселила у Француску, да би се лакше прилагодила околини. У предшколском образовању, план и програм је у складу са узрастом деце, њиховим могућностима и интересовањима. Млађе групе уче првенствено кроз игру, уче се основним начелима и понашању у групи, акценат је на социјализацији, развијању моторике и понашања у групи. Старија група се оспособљава за полазак у први разред основне школе. Основна школа представља право сваког детета, али и обавезу. Она захтева од ученика редовно похађање наставе, а свако одсуство мора бити добро оправдано. Постоји школски правилник, који морају поштовати ученици, наставници али и родитељи. У правилнику се налази сатница, правила понашања, време изласка из школе по завршетку наставе, итд.
У француском школском систему школска година почиње у септембру и завршава се у јуну и подељена је на три дела. Сваких седам недеља ученици имају распуст од две недеље. Ученици имају 4 наставна дана у недељи, а покушајем реформе школског система, залажу се за увођење наставне среде. Настава почиње око 8:00 часова и често траје до 18:00 часова. Час траје 55 минута. Карактеристично је да ученици имају двочасовну паузу за ручак у току школског дана.
Француски образовни систем је окренут структуралном учењу, са нагласком на традиционалне начине подучавања, осмишљене тако да омогући ученику да достигне одређени ниво знања и положи задате испите. Сматра се једним од тежих образовних система у свету, али је врло комплексно организован. Крајњи циљ је да ученике оспособи за даље школовање, а нарочито за живот, као и да им помогне у развијању критичког мишљења.

### Предшколско васпитање
Пре свега, да би се дете уписало у школу, тј. у предшколску установу, неопходно је обратити се Општини града, како би се добило уверење о упису, које се касније предаје директору школе. За упис у предшколску установу,  као и за упис у школу, неопходно је приложити лекарско уверење да је дете здраво и да може функционисати у друштву.
У Француском образовном систему, предшколске установе примају децу са навршене 3 године пре тридесет првог дванаестог текуће године или са навршене 2 године где предшколске установе прихватају млађи узраст. Предшколско образовање обухвата почетни циклус основног образовног система и чине га три нивоа: Млађи узраст који чине деца са 2 или 3 до 4 године, средњи узраст обухвата децу од 4 до 5 година, и виши узраст чине деца од 5 до 6 година.

### Основна школа
Основна школа подразумева да је дете претходно похађало предшколску установу и да је на неки начин усвојило основне норме и вредности за живот у школској заједници. Да би дете било примљено у први разред основне школе, треба да има навршених 6 година пре тридесет првог дванаестог у месецу текуће године, као и то да постоји слободно место у жељеној школи. Поступак је исти као за упис у предшколско, од Општине затражити уверење о упису које се касније предаје директору школе.
Француски школски систем сачињен је тако да је основна школа обавезна за сву децу узраста од 6 до 16 година старости. Након завршеног првог нивоа образовања (предшколско), дете мора наставити даље школовање. У Француској, основне школе су лаичке, државне и бесплатне, али постоје и приватне школе које наплаћују извођење наставе. Школе примају и образују децу без обзира на пол. Школа је једнака за све и пружа једнаке могућности свим ученицима. 
Други циклус образовања у француском школском систему чини први разред основне школе (деца узраста 6-7 година) и други разред (деца узраста 7-8 година). Трећи циклус чине трећи разред (узраст 8-9 година), четврти разред (9-10 година) и пети разред (деца узраста 10-11 година). За овај школски систем карактеристично је да на крају овог нивоа ученици не добијају диплому о завршеном нижем нивоу основне школе. Даље, виши ниво основне школе чини тзв. колеџ, који обухвата шести разред (11-12 година), седми разред (12-13 година), осми разред (13-14 година) и завршни разред (14-15 година). 

### Средња школа
Овај виши ниво је уједно и први циклус средњег образовања у француском школском систему. Након завршетка последње четири године основне школе, ученици полажу завршни испит и добијају диплому, тзв. Бревету (brevet des collèges). Након добијања ове дипломе, ученици могу наставити школовање на следећим колеџима: Основни, технички и професионални. Другим речима, ученици бирају да ли ће се даље школовати у Гимназији, вишем нивоу средње школе или ће изучавати конкретни занат. У зависности од одабира, школовање може трајати 2, 3 или 4 године. Француска средња школа (le Lycée) траје три године. На првој години (la première), уче се општи предмети: Француски, историја, географија, математика, биологија, физичко васпитање, два страна језика и један или два изборна предмета. Другу (la seconde) и трећу годину (la terminale) сачињавају специјализованији предмети, као што су: књижевност, друштвене и природне науке. То води до полагања чувеног завршног испита (Baccalauréat).

### Високе школе или универзитети
Након завршене средње школе, ученици се могу определити за Високе школе или Универзитете, где студије могу трајати од 2 до 8 година. За упис на овакве установе, неопходно је доставити усвојену диплому и сва уверења о завршеној настави у тој држави. У зависности од тога шта желе да студирају или чиме желе да се баве после средње школе, ученици полажу један од три врсте матурског испита:
·                     Општа матура – baccalauréat général;
·                     Професионална матура – baccalauréat professionnel;
·                     Технолошка матура – baccalauréat technologique.

#### ·        Општеобразовно школовање
Општеобразовно школовање посредује на вишем степену општеобразовне више школе. Око 80% ученика након секундарног степена похађа стручни образовни течај. 

#### ·        Стручно образовање
Ако се ученици после секундарног степена одлуче за стручно образовање у дуалном систему, пре тога морају апсолвирати девету школску годину свог обавезног школовања. Образовање у средњим стручним школама траје од 1. до 4. године. Услов уписа је завршен 8. школски степен. За ученике са лошим успехом из главних предмета, обавезан је пријемни испит. Задатак стручне школе је да продуби опште образовање и допуни стручно знање стечено у образовном погону.

#### ·        Занатске школе
У занатским школама шегрти стичу теоријска знања кроз стручну наставу са практичном обуком. Стручно-теоријска настава и настава погонске економије одвијају се у две групе успешности. Школа се похађа или једном седмично или у облику наставног курса од осам седмица, током сваке школске године. Предуслов за упис у занатску школу је сигурно место шегрта у некој фирми, у којој ће ученик одрађивати практичну обуку. Статус ученика је сличан статусу радника запосленог у фирми, те су његово радно време, права и обавезе, регулисани посебним законом. Ученик у току школовања, добија новчану надокнаду, чија висина зависи од школске године и врсте заната којег ученик похађа. Висина накнаде регулисана је колективним уговором привредне гране.
Француски универзитети равномерно су распрострањени готово у свим регијама Француске. Најпознатији универзитет је  свакако Сорбона, основана 1257. године. Новијег датума и свакако модернизованији универзитет је Софија Антиполис (Sophia-Antipolis) у Ници. Наставни програм на универзитетима је прилагођен Болоњској декларацији. Мноштво универзитета на овим просторима и њихова кохерентна структура омогућавају студирање исте области на већем броју универзитета, високих школа или института.
Након реформе, 2012. године у Француској се образовни систем назива “LMD“ систем (licence се односи на основне студије, М-мастер студије и D-докторске студије). Основне студије (Licence ili Licence Professionnelle ili Bac+3) су у трајању од 3 године и доносе 180 ESPB бодова. Године се колоквијално називају и « L1 », « L2 » и « L3 ». После основних, следе мастер студије (Bac + 5), које се уписују према амбицијама и жељи. Оне трају 2 године, али сачињавају два нивоа М1 и М2. Мастер 1 уписују студенти који имају 180 ESPB бодова остварених на основним студијама и то представља почетак специјализације. Мастер 2 програме уписују студенти који имају 240 ESPB бодова и на тај начин могу прескочити М1 ниво. На М2 су програми оформљени тако да се предмети изучавају на строго научни начин, студенти се припремају за истраживачки рад, академске радове или докторске студије.
Након завршених мастер студија, могу се уписати докторске студије, тзв. (Bac+8), које трају 3 године.

### Начин оцењивања
Када говоримо о оцењивању, можемо рећи да ученици полажу 2 или 3 испита зрелости на крају прве године. Врло често је то француски језик, историја, географија, математика и биологија. Остатак матуре одржава се крајем друге године. Сваки семестар има 6 или 7 обавезних предмета, зависно од струке, као и 2 или 3 изборна предмета.
Чувена Бакалар (Baccalauréat) диплома заснована је на укупном успеху постигнутом на крајњим испитима из одређених предмета. Минималан успех за пролаз је 10 од 20, док се одличном оценом сматра све од 16/20 па навише. Ученици који су остварили резултат 7/20 или мање нису положили а ако остваре 8/20 или 9/20, имају право да учествују на усменом испиту уз побољшање успеха у року од једног дана након објаве резултата.
Резултати Бакалар дипломе су значајни за упис на свеучилишта и наставак образовања.
Начин рада организован је тако да наставник планира рад, одабира најбоље методе у складу са темом. У нижим нивоима примењују се занимљиве методе, учење кроз игру, моторичке активности, док се у старијим разредима инсистира на развоју критичког мишљења, где доминирају вербалне методе, метода разговора. Такође, на нивоима где се изучава занат или на професионалним нивоима усавршавања акценат је на практичној примени, односно учењу кроз праксу.